# Roberto Caselli
Roberto Caselli (all'anagrafe Roberto Leandro Caselli) (Frugarolo, 30 maggio 1892 – Milano, 24 dicembre 1962) è stato un calciatore italiano, di ruolo centrocampista.

## Biografia
Figlio di Ferdinando, medico condotto di Frugarolo.
Venne assegnato il 9 settembre 1915 all'artiglieria da montagna come Sottotenente di Complemento di prima nomina.
Nel 1920 conseguì la laurea di ingegnere ad indirizzo meccanico.

## Carriera[5]
Fu un giocatore della prima squadra della Juventus per una sola stagione, in cui collezionò una sola presenza contro il Novara il 24 novembre 1912, partita terminata con un pareggio per 3-3.

## Statistiche

### Presenze e reti nei club
| Stagione        | Club            | Campionato      | Campionato | Campionato |
| Stagione        | Club            | Comp            | Pres       | Reti       |
| --------------- | --------------- | --------------- | ---------- | ---------- |
| 1912-1913       | Juventus        | Prima Categoria | 1          | 0          |
| Totale Juventus | Totale Juventus |                 | 1          | 0          |
| Totale carriera | Totale carriera |                 | 1          | 0          |